# 80-я стрелковая дивизия (2-го формирования)
80-я стрелковая дивизия — воинское соединение Вооружённых Сил СССР в Великой Отечественной войне.

## История
Переименована 23.09.1941 из 1-й гвардейской Ленинградской стрелковой дивизии народного ополчения.
В составе действующей армии с 25.09.1941 по 01.12.1944 и с 20.12.1944 по 11.05.1945 года.
Вела бои под Ленинградом, в сентябре 1941 года была прижата к Финскому заливу в районе Петергофа, отошла в районе Ораниенбаума.
25 октября 1941 года переброшена через залив баржами с Ораниенбаумского плацдарма в Ленинград, далее пешим маршем на западный берег Ладожского озера.
Марш был очень тяжёлым — многие бойцы на ходу умирали от голода и истощения. Не хватало боеприпасов и фуража, да и сама дивизия была таковой только по названию — до 12 ноября в ней насчитывалось всего два стрелковых полка. За пять дней, с 19 по 24 ноября, дивизия сменила четыре района сосредоточения, люди были совершенно измотаны, а от недостатка фуража начался падёж лошадей.
Затем дивизии была поставлена задача с озера, со стороны Дороги Жизни, нанести удар по немецким позициям в районе «бутылочного горла», захватить 1-й и 2-й Рабочие посёлки и двигаться дальше в направлении Синявинских высот.
Командир дивизии Фролов И. М., зная о реальной боеспособности дивизии, доложил, что «дивизия к выполнению поставленной боевой задачи не готова», был снят, осуждён и расстрелян. В ночь на 26.11.1941 приступила к выполнению задачи. Части дивизии с опозданием на пять часов вышли к берегу Ладожского озера, не ориентируясь в обстановке, не зная расположения позиций противника. По воспоминаниям воинов дивизии, они были посажены на грузовики и высажены на льду Невы, не доезжая 6-8 километров до позиций противника. Затем они без всякой артиллерийской поддержки начали атаку на вражеские укрепления и в двух километрах от берега попали под прицельный огонь. На открытом пространстве озера укрыться было практически негде и дивизия понесла большие потери, в том числе много людей утонуло из-за непрочного льда.
После этого остатки дивизии перешли до Кобоны. 03.12.1941 года, в составе ударной группы вместе с 311-й стрелковой дивизией и 6-й бригадой морской пехоты перешла в наступление из района Войбокало (Сирокаски) в южном направлении. В ходе наступления группа блокировала опорные пункты противника в Опсала, Овдокало, Тобино, Падрила и совхозе «Красный Октябрь». На 14.12.1941 года группа продолжала блокировать опорные пункты и заняла деревни Большую и Малую Влои. К 28-29.12.1941 года дивизия с боями вышла к железной дороге Кириши-Мга и перерезала её в районе станции Жарок, заняла оборону вдоль дороги. В январе 1942 года (кроме одного полка, ведущего бои в районе Киришей) снята с позиций и направлена в ближний тыл, к станции Погостье, на отдых и пополнение.
С 28.02.1942 года с поддержкой танков 16-й танковой бригады наступает с занимаемых позиций в общем направлении на Любань, неорганизованно заняла исходное положение и в результате отстала, было потеряно управление частями и дивизия не сумела выполнить свою задачу.
09.03.1942 года вновь выведена на отдых и пополнение (кроме 88-го артиллерийского полка, приданного 198-й стрелковой дивизии).
До осени 1942 года находилась под Киришами. В октябре 1942 переведена во второй эшелон, базируется неподалёку от станции Назия.
В ходе прорыва блокады в январе 1943 года Ленинграда в непосредственном наступлении не участвует, примыкая к наступающим войскам, обеспечивает фланг наступающей группировки и ведёт артиллерийский огонь собственными силами и приданными артиллерийскими полками.
В феврале 1943 года ведёт бои на подступах к Синявино, затем, в конце февраля 1943 года, отведена на отдых, и с 13.03.1943 года перебрасывается по маршруту Старая Ладога, Извоз, Плеханово, Волхов, затем по правому берегу реки до Малой Вишеры, в конце марта переброшена на плацдарм за рекой, 31.03.1943 года возвращена обратно за реку Волхов. 02.04.1943 года вновь переправилась на левый берег Волхова в Волховстрое, где находилась на передовой неподалёку от Любани до начала Новгородско-Лужской операции.
16.01.1944 года перешла в наступление, отличилась при взятии Любани, продолжила наступление, преследуя отходящего врага, на Тосно и Гатчину, в феврале 1944 года форсировала Нарву, вклинилась южнее города Нарва во вражеские боевые порядки.
31.03.1944 года вместе с частями 256-й стрелковой дивизии перерезала железную дорогу Нарва — Таллин, затем 06.04.1944 года в результате контрудара частично попала в окружение (218-й, 77-й стрелковые, 88-й артиллерийский полки).13.05.1944 остатки дивизии сняты с передовой и направлены в район Сланцы на отдых и пополнение, затем в начале июня 1944 передислоцирована в Кингисепп, 02.07.1944 погружена в Сланцах в эшелон, 07.07.1944 прибыла в Выборг, стояла в тылу, артиллерийский полк — на островах залива. Находилась в Выборге до декабря 1944 года. 02.12.1944 года погружена в эшелоны и отправлена по маршруту Ленинград — Дно — Новосокольники — Невель — Витебск — Орша — Могилёв — Жлобин — Калинковичи — Овруч — Коростень — Новоград-Волынский — Шепетовка — Дубно — Львов — Перемышль — Лежайск, где начала разгрузку 14.12.1944 года. Маршем переброшена к Сандомиру на плацдарм. С 12.01.1945 года — в наступлении. С боями через Краков, Домбров, Бендзин к 29.01.1945 вышла к границе Германии, заняла город Гинденбург. 07.02.1945 переправилась через Одер, 11.02.1945 заняла 25-километровый фронт обороны у деревни Курфребек, где находилась до 10.03.1945, затем передислоцировалась ближе к городу Оппельн. 21.03.1945 года дивизия с боями прошла до города Нойштадт. В апреле 1945  вела бои в районе Бреслау, 10.05.1945 вышла на границу с Чехословакией.
Расформирована летом 1945 года.

## Полное название
80-я стрелковая Любанская ордена Кутузова дивизия

## Состав
- 77-й стрелковый полк
- 153-й стрелковый полк
- 218-й стрелковый полк
- 88-й артиллерийский полк
- 384-й миномётный дивизион (с 15.10.1941 по 18.10.1942)
- 100-я отдельная разведывательная рота
- 86-й отдельный сапёрный батальон
- 25-й отдельный батальон связи
- 32-й отдельный медико-санитарный батальон
- 67-я отдельная рота химической защиты
- 116-я автотранспортная рота
- 344-я полевая хлебопекарня
- 69-й дивизионный ветеринарный лазарет
- 418-я (2103-я) полевая почтовая станция
- 627-я полевая касса Государственного банка
- 140 отдельный истребительный противотанковый дивизион

## Подчинение
| Дата            | Фронт (округ)                                              | Армия             | Корпус                  | Примечания |
| --------------- | ---------------------------------------------------------- | ----------------- | ----------------------- | ---------- |
| 01.10.1941 года | Ленинградский фронт                                        | 8-я армия         | -                       | -          |
| 01.11.1941 года | Ленинградский фронт                                        | -                 | -                       | -          |
| 01.12.1941 года | Ленинградский фронт                                        | 54-я армия        | -                       | -          |
| 01.01.1942 года | Ленинградский фронт                                        | 54-я армия        | -                       | -          |
| 01.02.1942 года | Ленинградский фронт                                        | 54-я армия        | -                       | -          |
| 01.03.1942 года | Ленинградский фронт                                        | 54-я армия        | -                       | -          |
| 01.04.1942 года | Ленинградский фронт                                        | 54-я армия        | -                       | -          |
| 01.05.1942 года | Ленинградский фронт (Группа войск Волховского направления) | 54-я армия        | -                       | -          |
| 01.06.1942 года | Ленинградский фронт (Волховская группа войск)              | 54-я армия        | -                       | -          |
| 01.07.1942 года | Волховский фронт                                           | 54-я армия        | -                       | -          |
| 01.08.1942 года | Волховский фронт                                           | 54-я армия        | -                       | -          |
| 01.09.1942 года | Волховский фронт                                           | 54-я армия        | -                       | -          |
| 01.10.1942 года | Волховский фронт                                           | 8-я армия         | -                       | -          |
| 01.11.1942 года | Волховский фронт                                           | 8-я армия         | -                       | -          |
| 01.12.1942 года | Волховский фронт                                           | 8-я армия         | -                       | -          |
| 01.01.1943 года | Волховский фронт                                           | 8-я армия         | -                       | -          |
| 01.02.1943 года | Волховский фронт                                           | 2-я ударная армия | -                       | -          |
| 01.03.1943 года | Волховский фронт                                           | -                 | -                       | -          |
| 01.04.1943 года | Волховский фронт                                           | -                 | -                       | -          |
| 01.05.1943 года | Волховский фронт                                           | 54-я армия        | -                       | -          |
| 01.06.1943 года | Волховский фронт                                           | 54-я армия        | -                       | -          |
| 01.07.1943 года | Волховский фронт                                           | 54-я армия        | -                       | -          |
| 01.08.1943 года | Волховский фронт                                           | 54-я армия        | -                       | -          |
| 01.09.1943 года | Волховский фронт                                           | 54-я армия        | -                       | -          |
| 01.10.1943 года | Волховский фронт                                           | 54-я армия        | -                       | -          |
| 01.11.1943 года | Волховский фронт                                           | 54-я армия        | -                       | -          |
| 01.12.1943 года | Волховский фронт                                           | 54-я армия        | -                       | -          |
| 01.01.1944 года | Волховский фронт                                           | 54-я армия        | -                       | -          |
| 01.02.1944 года | Волховский фронт                                           | 54-я армия        | 111-й стрелковый корпус | -          |
| 01.03.1944 года | Ленинградский фронт                                        | 2-я ударная армия | 124-й стрелковый корпус | -          |
| 01.04.1944 года | Ленинградский фронт                                        | 59-я армия        | 6-й стрелковый корпус   | -          |
| 01.05.1944 года | Ленинградский фронт                                        | 8-я армия         | 6-й стрелковый корпус   | -          |
| 01.06.1944 года | Ленинградский фронт                                        | 59-я армия        | 6-й стрелковый корпус   | -          |
| 01.07.1944 года | Ленинградский фронт                                        | -                 | 43-й стрелковый корпус  | -          |
| 01.08.1944 года | Ленинградский фронт                                        | 59-я армия        | 43-й стрелковый корпус  | -          |
| 01.09.1944 года | Ленинградский фронт                                        | 59-я армия        | 43-й стрелковый корпус  | -          |
| 01.10.1944 года | Ленинградский фронт                                        | 59-я армия        | 97-й стрелковый корпус  | -          |
| 01.11.1944 года | Ленинградский фронт                                        | 59-я армия        | 97-й стрелковый корпус  | -          |
| 01.12.1944 года | Ленинградский фронт                                        | 59-я армия        | 43-й стрелковый корпус  | -          |
| 01.01.1945 года | 1-й Украинский фронт                                       | 59-я армия        | 43-й стрелковый корпус  | -          |
| 01.02.1945 года | 1-й Украинский фронт                                       | 59-я армия        | 43-й стрелковый корпус  | -          |
| 01.03.1945 года | 1-й Украинский фронт                                       | 59-я армия        | 43-й стрелковый корпус  | -          |
| 01.04.1945 года | 1-й Украинский фронт                                       | 59-я армия        | 43-й стрелковый корпус  | -          |
| 01.05.1945 года | 1-й Украинский фронт                                       | 59-я армия        | 43-й стрелковый корпус  | -          |

## Командование

### Командиры
- Фролов, Иван Михайлович (25.09.1941 — 25.11.1941), полковник;
- Брыгин, Павел Фёдорович (25.11.1941 — 06.01.1942), полковник.
- Симонов, Николай Васильевич (09.01.1942 — 27.01.1943), полковник.
- Абакумов, Дмитрий Львович (28.01.1943 — 12.01.1944), генерал-майор.
- Иванов, Александр Иванович (14.01.1944 — 21.01.1944), полковник.
- Платов, Иван Михайлович (22.01.1944 — 08.04.1944), генерал-майор.
- Лосяков, Николай Степанович (12.04.1944 — 30.04.1944), полковник.
- Корнилов, Александр Дмитриевич (07.05.1944 — 21.09.1944), полковник.
- Кузьмин, Дмитрий Наумович (24.09.1944 — 19.07.1945), полковник, генерал-майор.

### Начальники штаба
- Павлов, Иван Семёнович (01.12.1941 — 06.02.1942), подполковник

## Награды и наименования
| Награда (наименование)            | Дата                | За что награждена |
| --------------------------------- | ------------------- | --- |
| Почетное наименование «Любанская» | 20 января 1944 года | Награждена Приказом Верховного Главнокомандующего № 35 от 28 января 1944 года за отличие в боях за овладение городом и важной железнодорожной станцией Любань |
| Орден Кутузова II степени         | 5 апреля 1944 года  | Награждена указом Президиума Верховного Совета СССР от 5 апреля 1945 года за образцовое выполнение заданий командования в боях с немецкими захватчиками при очищении от противника Домбровского угольного района и южной части промышленного района немецкой верхней Силезии и проявленные при этом доблесть и мужество. |

Награды частей дивизии:
- 77-й стрелковый ордена Александра Невского[4] полк
- 218-й стрелковый ордена Александра Невского[4] полк

## Отличившиеся воины дивизии
| Награда | Ф. И. О.                         | Должность                                                                                             | Звание          | Дата награждения                                      | Примечания |
| ------- | -------------------------------- | --- | --------------- | ----------------------------------------------------- | ---------- |
|         | Афонин, Фёдор Иванович           | Номер расчёта 120-мм миномёта 77-го стрелкового полка Командир расчёта Командир миномётного отделения | старший сержант | в составе дивизии 2 и 1 степени 11.04.1945 27.06.1945 | -          |
|         | Кондратьев, Василий Николаевич   | командир стрелкового отделения 218 стрелкового полка                                                  | старший сержант | 27.06.1945                                            | -          |
|         | Конопатчиков, Александр Иванович | командир расчёта 76-мм пушки 153 стрелкового полка                                                    | старший сержант | 27.06.1945                                            | -          |
|         | Рыбаков, Валентин Владимирович   | командир отделения 218 стрелкового полка                                                              | старшина        | 27.06.1945                                            | -          |